# رافائل ده لا فونته
رافائل ده لا فونته (به انگلیسی: Rafael de la Fuente)(زاده ۱۱ نوامبر ۱۹۸۶) بازیگر ونزوئلایی است.
از کارهای معروف او می‌توان به بازی در مجموعه دودمان اشاره کرد.